# 頂風緩行

此圖為一艘單桅帆船操作頂風緩行的俯視圖，艏帆面對著來風、主帆略為張開（約四分之一），並將舵柄固定於下風處。（風向來自圖的上方）

頂風緩行或稱頂風緩航 ，是一種操作帆船的技術，方法是將船舵與風帆依據當時風向，同時固定於某一方位，目的是減緩帆船向前航行的速度，並使船身不會因風力或其他因素而移動。
這項技術通常在船員欲等待下一個航行時機，如等候適合潮汐、相反風向、較大風速時使用，也可在船上人力不足或是僅有一名船員的情況下，提供人員有閒暇時間到甲板下方，處理其他事務，例如午休。
另外，本術語也可使用在描述船隻處於低航速或停止的狀態，例如美國海岸防衛隊在執法水域可依照美國法典第14编 § 第89節，要求受檢船隻「停船」（Heaving to）來進行執法動作。

## 延伸連結
- youtube.com clip explaining and demonstrating heaving to （页面存档备份，存于）